# 錦見映理子
錦見 映理子（にしきみ えりこ、1968年 - ）は、日本の小説家、歌人である。未来短歌会所属。現代歌人協会会員。

## 経歴
1968年、東京都に生まれる。父親が札幌エスタの建設に関わっていた関係から、7歳から10歳まで北海道札幌市で暮らした。1990年、聖心女子大学文学部卒業。1997年、「開放区」同人。2000年、「ラエティティア」参加。2003年に第一歌集『ガーデニア・ガーデン』を出版。広告代理店でアートディレクターをしていた友人の名久井直子に装丁を依頼したことをきっかけに、名久井が装丁家の道を歩むことになる。
2018年、小説『リトルガールズ』で第34回太宰治賞を受賞した。そのほかの著書に、歌集『ガーデニア・ガーデン』、エッセイ集『めくるめく短歌たち』、小説『恋愛の発酵と腐敗について』がある。

## 人物
2017年の年末に平手友梨奈をテレビ番組で見て以来、平手および平手が所属していた欅坂46（現・櫻坂46）のファンである。また、姉妹グループの日向坂46のファンでもあり、櫻坂46・日向坂46が出演するラジオ番組「さくらひなたロッチの伸びしろラジオ」では短歌の先生として出演した。

## 受賞
- 2018年 - 第34回太宰治賞（『リトルガールズ』）[9]

## 著書

### 単行本
- 『ガーデニア・ガーデン』（2003年1月、本阿弥書店、ISBN 9784893738851）
- 『リトルガールズ』（2018年11月、筑摩書房、ISBN 9784480804846）
- 『めくるめく短歌たち』（2018年12月、書肆侃侃房、ISBN 9784863853485）
- 『恋愛の発酵と腐敗について』（2022年2月、小学館、ISBN 9784093866378 / 2023年8月4日、小学館文庫、ISBN 9784094072815）

### アンソロジー収録
- 「くちうつし」 - 『いただきますは、ふたりで。 恋と食のある10の風景』（一穂ミチほか、2025年1月、新潮文庫nex、ISBN 9784101802992）

### 連載
- 『NHK短歌』（NHK出版）「えりこ日記」（2013年10月号 - 2017年3月号）、隔月連載「キネマ31」

## 出演
- 「らじるラボ」（NHKラジオ第一） - 木曜レギュラー（最終週を除く。2020年4月 - 2022年9月） 8時台「みんなでたのシネマ」、9時台「表現者たち」に出演。
- 「さくらひなたロッチの伸びしろラジオ」（NHKラジオ第一）- 準レギュラー（2020年12月放送のパイロット版および、2021年3月から2023年3月まで不定期）テーマが短歌の回に出演。